# Можайка (приток Москвы)
Можайка — река в Московской области России.
Протекает по территории Можайского района. Истоком реки традиционно считается пруд у деревни Ямская, хотя существуют ещё истоки — один в болоте у деревни Красный Балтиец, второй у газозаправочной станции на улице Полевой, деревни Ямская. Впадает в реку Москву в районе Ильинской Слободы. Длина реки — 4,8 км.
В древности по реке проходил волок, торговый путь. Тут было самое узкое место между реками Протва и Москва. По реке плавали торговые суда и ладьи. Однако к настоящему времени река настолько обмелела, что фактически превратилась в ручей.

## История
Австрийский дипломат Николай Варкоч в 1593 году посещает Можайск и говорит, что Можайск-город лежит при двух порядочных реках, одну называют Москва, другую Можайка. Сегодня речка Можайка уже в овражном рельефе — мелкая речушка шириною в среднем 1,5 метра. Ранее она была судоходной. О полноводности реки свидетельствует уникальная находка — якорь высотой 1 м 82 см. Можно предположить, что якорь с судна дощаник, разновидности баржи с плоским дном. Размер суда мог быть более 2 метров в высоту, 3,5 метра в ширину и 20 метров в длину.
В истоках реки существуют ручьи Волошенский и Волошенский поток.

### Причины убытия воды
Первой причиной необходимо назвать вырубку лесов вдоль речных долин. На картах XVIII века большинство земель вокруг Можайск были под пахотой, для чего проводилась частая мелиорация. К этому времени основная масса воды прибывала в речку из ключей и болот.
Вторая причина оскуднения реки произошла в конце XVIII века, когда город был перепланирован на замкнутые квадраты. Древняя городская планировка складывалась с учётом движения вод, солнца и ветра. Застройка была слободской, собранной в узлы. Новая квартальная сетка перекрыла движение вод, поступающих от ключей, от дождевых и весенних паводков.
Третья причина обмеления реки заключается в том, что во второй половине XIX века была проведена железнодорожная магистраль. В бассейне Можайки магистраль проходит высоким валом по Волошенскому ручью, пересекая подолье реки. Нарушается подпитка Можайки, часть вод, образуя заболачивание, застаивается и не поступает в русло реки.
Четвёртая причина усыхания реки следующая: во второй половине XX века квадратная сетка застройки была закатана в асфальт, было перекрыто движение верхних вод. Застойный уровень грунтовых вод в кварталах поднялся близко к поверхности земли. В истоках бассейна реки находились подпитывающие реку обширные болота. Под совхозные нужды, городскую застройку и промышленность на этих землях была проведена обширная мелиорация.
В 1994 году весенняя вода затопила дома в подолье выше цоколя, под Никольской горой вдоль улицы Подгорной ширина паводка напоминала большую реку.

### Исток реки
Современные мелиорационные работы, постройки агропромышленных сооружений усложнили поиск истока Можайки. Местные старожилы указывали на исток Можайки в Ямской деревне. В начале XX века то место окружали рукотворные пруды, овражный рельеф здесь ещё не начинался. Окружающие исток луга использовали под сенокос.

## Притоки и сооружения
(метров от истока)
- 0 м: Исток в пруду в д. Ямская.
- 100 м: Труба под а/д.
- 577 м: Приток (сл).
- 599 м: Труба под а/д.
- 609 м: Ручей Волошенский поток (сл).
- 1001 м: Приток Можайки (сл).
- 1157 м: Труба под ж/д насыпью.
- 1211 м: Безымянный ручей (сп).
- 1244 м: Волошенский ручей (сл).
- 1503 м: Никольский ручей (сп).
- 1721 м: Пешеходный мост.
- 2072 м: Пересыхающий ручей (сл).
- 2280 м: Пешеходный мост.
- 2397 м: Пруд.
- 2562 м: Труба под плотиной.
- 2797 м: Каменный мост.
- 2882 м: Река Петровка (сл).
- 3216 м: Ручей (сп).
- 3665 м: Мост.
- 3917 м: Мост.
- 4095 м: Каменный мост.
- 4131 м: Река Куширка (сп).
- 4466 м: Пешеходный мост.
- 4471 м: Река Филимоновка (Чертановка) (сп).
- 4774 м: Брод в Парк Победы.
- 4889 м: устье — Москва-река.